# Raymond St. Jacques
Raymond St. Jacques, pseudonimo di James Arthur Johnson (Hartford, 1º marzo 1930 – Los Angeles, 27 agosto 1990), è stato un attore statunitense.

## Filmografia parziale

### Cinema
- L'uomo del banco dei pegni (The Pawnbroker), regia di Sidney Lumet (1964)
- Il filibustiere della costa d'oro (Mister Moses), regia di Ronald Neame (1965)
- Una donna senza volto (Mister Buddwing), regia di Delbert Mann (1966)
- I commedianti (The Comedians), regia di Peter Glenville (1967)
- Squadra omicidi, sparate a vista! (Madigan), regia di Don Siegel (1968)
- Berretti verdi (The Green Berets), regia di John Wayne (1968)
- Il cocktail del diavolo (If He Hollers, Let Him Go!), regia di Charles Martin (1968)
- Tradimento (Uptight), regia di Jules Dassin (1968)
- Change of Mind, regia di Robert Stevens (1969)
- Pupe calde e mafia nera (Cotton Comes to Harlem), regia di Ossie Davis (1970)
- I diamanti sono pericolosi (Cold Breeze), regia di Barry Pollack (1972)
- Harlem detectives (Come Back Charleston Blue), regia di Mark Warren (1972)
- Born Again, regia di Irving Rapper (1978)
- Professione giustiziere (The Evil That Men Do), regia di J. Lee Thompson (1984)
- Essi vivono (They Live), regia di John Carpenter (1988)
- Glory - Uomini di gloria (Glory), regia di Edward Zwick (1989)
- Colpo doppio (Timebomb), regia di Avi Nesher (1991)

### Televisione
- Gli uomini della prateria (Rawhide) – serie TV, 13 episodi (1965)
- Organizzazione U.N.C.L.E. (The Man from U.N.C.L.E.) – serie TV, episodio 3x14 (1966)
- Reporter alla ribalta (The Name of the Game) – serie TV, episodio 1x13 (1968)
- Sulle strade della California (Police Story) – serie TV, 3 episodi (1973-1975)
- Pepper Anderson agente speciale (Police Woman) – serie TV, episodio 2x19 (1976)
- La casa nella prateria (Little House on the Prairie) – serie TV, episodio 4x10 (1977)
- Radici (Roots) – miniserie TV, episodio 1x04 (1977)
- Vega$ – serie TV, episodio 1x07 (1978)
- Quincy (Quincy, M.E.) – serie TV, episodio 4x12 (1979)
- Cuore e batticuore (Hart to Hart) – serie TV, episodio 2x15 (1981)
- Falcon Crest – serie TV, 7 episodi (1983)
- La signora in giallo (Murder, She Wrote) – serie TV, episodi 1x00-2x01 (1984-1985)
- Dallas – serie TV, episodio 9x25 (1986)
- MacGyver – serie TV, episodio 4x16 (1989)

## Doppiatori italiani
Nelle versioni in italiano delle opere in cui ha recitato, Raymond St. Jacques è stato doppiato da:
- Renato Turi in Squadra omicidi, sparate a vista!
- Vittorio Di Prima in Berretti verdi
- Glauco Onorato in Pupe calde e mafia nera
- Daniele Tedeschi in Professione giustiziere
- Giorgio Bandiera in La signora in giallo
- Sergio Rossi in Essi vivono
- Sergio Matteucci in Glory - Uomini di gloria
- Vittorio Congia in Colpo doppio